# Italian Hockey League 2021-2022
L'Italian Hockey League 2021-2022 è il secondo livello (ex Serie B) del Campionato italiano di hockey su ghiaccio giocato nella stagione 2021-2022.

## Formazioni
Inizialmente le squadre iscritte erano 11: a fronte della partenza del Merano iscritto in Alps Hockey League, si sarebbero dovute confermare tutte le altre squadre, comprese Como e ValpEagle che avevano approfittato della possibilità data nella stagione precedente dalla FISG di ritirarsi dal campionato senza penalità, oltre a vedere l'iscrizione della neopromossa Dobbiaco.
La ValpEagle, tuttavia, ha ritirato la propria iscrizione il 30 agosto, lasciando il campionato a 10 squadre.
| Squadre in IHL nella stagione 2018-2019                                             | Squadre in IHL nella stagione 2018-2019 | Squadre in IHL nella stagione 2018-2019 | Squadre in IHL nella stagione 2018-2019 | Squadre in IHL nella stagione 2018-2019 | Squadre in IHL nella stagione 2018-2019 |
| Bressanone Eppan Kaltern Alleghe Como Pergine Varese Valdifiemme Unterland Dobbiaco |                                         |                                         |                                         |                                         |                                         |
| Bressanone Eppan Kaltern Alleghe Como Pergine Varese Valdifiemme Unterland Dobbiaco | Club                                    | Regione                                 | Città                                   | Arena                                   | Capacità                                |
| ----------------------------------------------------------------------------------- | --------------------------------------- | --------------------------------------- | --------------------------------------- | --------------------------------------- | --------------------------------------- |
| Bressanone Eppan Kaltern Alleghe Como Pergine Varese Valdifiemme Unterland Dobbiaco | Hockey Como                             | Lombardia                               | Como                                    | Palaghiaccio Casate                     | 2.500                                   |
| Bressanone Eppan Kaltern Alleghe Como Pergine Varese Valdifiemme Unterland Dobbiaco | HC Varese                               | Lombardia                               | Varese                                  | PalaAgorà (Milano)                      | 3.500                                   |
| Bressanone Eppan Kaltern Alleghe Como Pergine Varese Valdifiemme Unterland Dobbiaco | Dobbiaco                                | Trentino-Alto Adige                     | Dobbiaco (BZ)                           | Palaghiaccio di Dobbiaco                | ?                                       |
| Bressanone Eppan Kaltern Alleghe Como Pergine Varese Valdifiemme Unterland Dobbiaco | Hockey Unterland Cavaliers              | Trentino-Alto Adige                     | Ora/Egna (BZ)                           | Würth Arena                             | 1.200                                   |
| Bressanone Eppan Kaltern Alleghe Como Pergine Varese Valdifiemme Unterland Dobbiaco | Hockey Pergine                          | Trentino-Alto Adige                     | Pergine Valsugana (TN)                  | Stadio del ghiaccio di Pergine          | 2.500                                   |
| Bressanone Eppan Kaltern Alleghe Como Pergine Varese Valdifiemme Unterland Dobbiaco | HC Eppan                                | Trentino-Alto Adige                     | Appiano sulla Strada del Vino (BZ)      | Stadio del ghiaccio di Appiano          | 1.500                                   |
| Bressanone Eppan Kaltern Alleghe Como Pergine Varese Valdifiemme Unterland Dobbiaco | SV Kaltern                              | Trentino-Alto Adige                     | Caldaro sulla strada del vino (BZ)      | Palaghiaccio Caldaro                    | 1.500                                   |
| Bressanone Eppan Kaltern Alleghe Como Pergine Varese Valdifiemme Unterland Dobbiaco | Valdifiemme HC                          | Trentino-Alto Adige                     | Cavalese (TN)                           | Palazzetto del Ghiaccio di Cavalese     | 2.300                                   |
| Bressanone Eppan Kaltern Alleghe Como Pergine Varese Valdifiemme Unterland Dobbiaco | HC Bressanone                           | Trentino-Alto Adige                     | Bressanone (BZ)                         | Palaghiaccio Bressanone                 | 2.500                                   |
| Bressanone Eppan Kaltern Alleghe Como Pergine Varese Valdifiemme Unterland Dobbiaco | Alleghe Hockey                          | Veneto                                  | Alleghe (BL)                            | Stadio Alvise De Toni                   | 2.500                                   |

## Formula
Le squadre si incontrano in un girone di andata e ritorno (regular season). Al termine di questa prima fase, le dieci compagini verranno divise in due gruppi (portando in dote un terzo dei punti guadagnati della prima fase): master round (per le prime 5 classificate) e qualification round (per le restanti 5). Le squadre del master round e le prime tre classificate del qualification round hanno accesso ai play-off, che vedranno quarti, semifinali e finale al meglio dei sette incontri.

## Regular season

### Classifica
| Pos. | Squadra             | Pt | G  | V  | VOT | POT | P  | GF | GS |
| ---- | ------------------- | -- | -- | -- | --- | --- | -- | -- | -- |
| 1.   | Valdifiemme         | 40 | 18 | 12 | 1   | 2   | 3  | 53 | 33 |
| 2.   | Kaltern-Caldaro     | 36 | 18 | 10 | 1   | 4   | 3  | 64 | 47 |
| 3.   | Alleghe             | 34 | 18 | 8  | 2   | 0   | 5  | 43 | 32 |
| 4.   | Unterland Cavaliers | 33 | 17 | 10 | 1   | 1   | 5  | 69 | 45 |
| 5.   | Pergine             | 32 | 18 | 8  | 1   | 0   | 5  | 48 | 34 |
| 6.   | Dobbiaco            | 25 | 18 | 4  | 2   | 0   | 8  | 37 | 48 |
| 7.   | Como                | 23 | 16 | 5  | 2   | 1   | 7  | 30 | 44 |
| 8.   | Varese              | 21 | 17 | 5  | 0   | 1   | 8  | 33 | 39 |
| 9.   | Bressanone-Brixen   | 13 | 18 | 3  | 2   | 0   | 9  | 28 | 50 |
| 10.  | Eppan-Appiano       | 7  | 18 | 1  | 0   | 3   | 10 | 34 | 59 |

Legenda:

      Ammesse al master round e alla Coppa Italia
      Ammesse al qualification round e alla Coppa Italia
      Ammesse al qualification round
Note:

Tre punti a vittoria, due punti a vittoria dopo overtime o rigori, un punto a sconfitta dopo overtime o rigori, zero a sconfitta.

### Modifiche legate alla pandemia di COVID-19
Le società decisero di comune accordo, con il benestare della federazione di non recuperare le partite non disputate dal Como a causa della positività al COVID-19 di molti suoi giocatori contro Unterland Cavaliers e Varese, mentre per un terzo incontro, Alleghe-Como, venne assegnata dal giudice sportivo la vittoria a tavolino ai veneti.
La classifica venne quindi riscritta, tenendo conto della media punti:
| Pos. | Squadra             | MPt.  | Pt | G  | V  | VOT | POT | P  | GF | GS |
| ---- | ------------------- | ----- | -- | -- | -- | --- | --- | -- | -- | -- |
| 1.   | Valdifiemme         | 2.222 | 40 | 18 | 12 | 1   | 2   | 3  | 53 | 33 |
| 2.   | Kaltern-Caldaro     | 2.000 | 36 | 18 | 10 | 1   | 4   | 3  | 64 | 47 |
| 3.   | Unterland Cavaliers | 1.941 | 33 | 17 | 10 | 1   | 1   | 5  | 69 | 45 |
| 4.   | Alleghe             | 1.889 | 34 | 18 | 8  | 2   | 0   | 5  | 43 | 32 |
| 5.   | Pergine             | 1.778 | 32 | 18 | 8  | 1   | 0   | 5  | 48 | 34 |
| 6.   | Como                | 1.438 | 23 | 16 | 5  | 2   | 1   | 7  | 30 | 44 |
| 7.   | Dobbiaco            | 1.389 | 25 | 18 | 4  | 2   | 0   | 8  | 37 | 48 |
| 8.   | Varese              | 1.235 | 21 | 17 | 5  | 0   | 1   | 8  | 33 | 39 |
| 9.   | Bressanone-Brixen   | 0.722 | 13 | 18 | 3  | 2   | 0   | 9  | 28 | 50 |
| 10.  | Eppan-Appiano       | 0.389 | 7  | 18 | 1  | 0   | 3   | 10 | 34 | 59 |

## Seconda fase

### Master round
| Pos. | Squadra                   | Pt | G | V | VOT | POT | P | GF | GS |
| ---- | ------------------------- | -- | - | - | --- | --- | - | -- | -- |
| 1.   | Unterland Cavaliers (+11) | 31 | 8 | 6 | 0   | 2   | 0 | 37 | 19 |
| 2.   | Valdifiemme (+13)         | 23 | 8 | 2 | 2   | 0   | 4 | 27 | 28 |
| 3.   | Kaltern-Caldaro (+12)     | 23 | 8 | 2 | 2   | 1   | 3 | 17 | 25 |
| 4.   | Alleghe (+11)             | 20 | 8 | 2 | 1   | 1   | 4 | 23 | 32 |
| 5.   | Pergine (+10)             | 20 | 8 | 3 | 0   | 1   | 4 | 24 | 24 |

### Qualification round
| Pos. | Squadra                | Pt | G | V | VOT | POT | P | GF | GS |
| ---- | ---------------------- | -- | - | - | --- | --- | - | -- | -- |
| 1.   | Dobbiaco (+8)          | 26 | 8 | 6 | 0   | 0   | 2 | 30 | 25 |
| 2.   | Como (+8)              | 25 | 8 | 5 | 1   | 0   | 2 | 47 | 28 |
| 3.   | Varese (+7)            | 22 | 8 | 5 | 0   | 0   | 3 | 41 | 23 |
| 4.   | Eppan-Appiano (+2)     | 9  | 8 | 2 | 0   | 1   | 5 | 20 | 37 |
| 5.   | Bressanone-Brixen (+4) | 7  | 8 | 0 | 1   | 1   | 6 | 13 | 38 |

Legenda:

      Ammesse ai play-off
      Eliminate
Note:

Tre punti a vittoria, due punti a vittoria dopo overtime o rigori, un punto a sconfitta dopo overtime o rigori, zero a sconfitta.

## Play-off

### Tabellone
|  | Quarti di finale | Quarti di finale    | Quarti di finale | Quarti di finale | Quarti di finale | Quarti di finale | Quarti di finale | Quarti di finale | Quarti di finale |                     |    | Semifinali | Semifinali | Semifinali | Semifinali | Semifinali | Semifinali | Semifinali | Semifinali | Semifinali |  |    | Finali              | Finali | Finali | Finali | Finali | Finali | Finali | Finali | Finali |  |  |
|  |                  |                     |                  |                  |                  |                  |                  |                  |                  |                     |    |            |            |            |            |            |            |            |            |            |  |    |                     |        |        |        |        |        |        |        |        |  |  |
|  | 1M               | Unterland Cavaliers | 4                | 5                | 2                | 6                | 5                |                  |                  |                     |    |            |            |            |            |            |            |            |            |            |  |    |                     |        |        |        |        |        |        |        |        |  |  |
|  | 3Q               | Varese              | 3                | 3                | 5                | 2                | 3                |                  |                  |                     |    |            |            |            |            |            |            |            |            |            |  |    |                     |        |        |        |        |        |        |        |        |  |  |
|  | 3Q               | Varese              | 3                | 3                | 5                | 2                | 3                |                  | 1M               | Unterland Cavaliers | 0  | 4          | 4          | 6          | 10         |            |            |            |            |            |  |    |                     |        |        |        |        |        |        |        |        |  |  |
|  |                  |                     |                  |                  |                  |                  |                  |                  |                  | Unterland Cavaliers | 0  | 4          | 4          | 6          | 10         |            |            |            |            |            |  |    |                     |        |        |        |        |        |        |        |        |  |  |
|  |                  | 5M                  | Pergine          | 2                | 2                | 1                | 1                | 0                |                  |                     |    |            |            |            |            |            |            |            |            |            |  |    |                     |        |        |        |        |        |        |        |        |  |  |
|  | 4M               | 5M                  | Pergine          | 2                | 2                | 1                | 1                | 0                | Alleghe          | 1                   | 3  | 4          | 3          | 1          |            |            |            |            |            |            |  |    |                     |        |        |        |        |        |        |        |        |  |  |
|  | 4M               |                     |                  |                  |                  |                  |                  |                  | Alleghe          | 1                   | 3  | 4          | 3          | 1          |            |            |            |            |            |            |  |    |                     |        |        |        |        |        |        |        |        |  |  |
|  | 5M               | Pergine             | 5                | 5                | 2                | 4                | 2                |                  |                  |                     |    |            |            |            |            |            |            |            |            |            |  |    |                     |        |        |        |        |        |        |        |        |  |  |
|  |                  |                     |                  |                  |                  |                  |                  |                  |                  |                     |    |            |            |            |            |            |            |            |            |            |  | 1M | Unterland Cavaliers | 1      | 4      | 5      | 3      | 5      | 6      |        |        |  |  |
|  |                  |                     | 3M               | Valdifiemme      | 2†               | 2                | 1                | 4                | 1                | 3                   |    |            |            |            |            |            |            |            |            |            |  |    |                     |        |        |        |        |        |        |        |        |  |  |
|  | 3M               | Valdifiemme         | 4                | 3                | 5                | 6                | 7                |                  |                  |                     |    |            |            |            |            |            |            |            |            |            |  |    |                     |        |        |        |        |        |        |        |        |  |  |
|  | 2Q               | Como                | 0                | 8                | 2                | 3                | 1                |                  |                  |                     |    |            |            |            |            |            |            |            |            |            |  |    |                     |        |        |        |        |        |        |        |        |  |  |
|  | 2Q               | Como                | 0                | 8                | 2                | 3                | 1                |                  | 3M               | Valdifiemme         | 3  | 2          | 5          | 6          |            |            |            |            |            |            |  |    |                     |        |        |        |        |        |        |        |        |  |  |
|  |                  |                     |                  |                  |                  |                  |                  |                  |                  | Valdifiemme         | 3  | 2          | 5          | 6          |            |            |            |            |            |            |  |    |                     |        |        |        |        |        |        |        |        |  |  |
|  |                  | 1Q                  | Dobbiaco         | 2                | 1                | 2                | 1                |                  |                  |                     |    |            |            |            |            |            |            |            |            |            |  |    |                     |        |        |        |        |        |        |        |        |  |  |
|  | 2M               | 1Q                  | Dobbiaco         | 2                | 1                | 2                | 1                | Kaltern-Caldaro  | 4                | 1                   | 4‡ | 1‡         | 0          | 1          | 1          |            |            |            |            |            |  |    |                     |        |        |        |        |        |        |        |        |  |  |
|  | 2M               |                     |                  |                  |                  |                  |                  | Kaltern-Caldaro  | 4                | 1                   | 4‡ | 1‡         | 0          | 1          | 1          |            |            |            |            |            |  |    |                     |        |        |        |        |        |        |        |        |  |  |
|  | 1Q               | Dobbiaco            | 2                | 3                | 3                | 0                | 3                | 4                | 4                |                     |    |            |            |            |            |            |            |            |            |            |  |    |                     |        |        |        |        |        |        |        |        |  |  |

Legenda: †: partita terminata ai tempi supplementari; ‡: partita terminata ai tiri di rigore

### Quarti di finale

#### Gara 1
| Egna 26 febbraio 2022, ore 18.30 | Unterland Cavaliers | 4 – 3 (3:2; 1:1; 0:0) referto | Varese | WürthArena (295 spett.) |

| Cavalese 26 febbraio 2022, ore 19.30 | Valdifiemme | 4 – 0 (1:0; 1:0; 2:0) referto | Como | Palazzetto del Ghiaccio di Cavalese (370 spett.) |

| Caldaro sulla Strada del Vino 26 febbraio 2022, ore 20.00 | Caldaro | 4 – 2 (2:1; 0:1; 2:0) referto | Dobbiaco | Palaghiaccio Caldaro (165 spett.) |

| Alleghe 26 febbraio 2022, ore 20.30 | Alleghe | 1 – 5 (0:1; 1:0; 0:4) referto | Pergine | Stadio Alvise De Toni (495 spett.) |

#### Gara 2
| Milano 1 marzo 2022, ore 20.30 | Varese | 3 – 5 (2:1; 1:1; 1:3) referto | Unterland Cavaliers | PalaAgorà (188 spett.) |

| Como 1 marzo 2022, ore 20.30 | Como | 8 – 3 (2:0; 2:0; 4:3) referto | Valdifiemme | Palaghiaccio Casate (370 spett.) |

| Dobbiaco 1 marzo 2022, ore 20.00 | Dobbiaco | 3 – 1 (0:0; 1:1; 2:0) referto | Caldaro | Stadio del ghiaccio Zona Sportiva Gries (312 spett.) |

| Pergine Valsugana 1 marzo 2022, ore 20.30 | Pergine | 5 – 3 (1:1; 1:1; 3:1) referto | Alleghe | Stadio del ghiaccio di Pergine (320 spett.) |

#### Gara 3
| Egna 3 marzo 2022, ore 20.30 | Unterland Cavaliers | 2 – 5 (1:1; 1:2; 0:2) referto | Varese | WürthArena (327 spett.) |

| Cavalese 3 marzo 2022, ore 20.30 | Valdifiemme | 5 – 2 (2:1; 2:1; 1:0) referto | Como | Palazzetto del Ghiaccio di Cavalese (553 spett.) |

| Caldaro sulla Strada del Vino 3 marzo 2022, ore 20.30 | Caldaro    | 4 – 3 (1:1; 1:1; 1:1; 0:0; 1:0) referto | Dobbiaco | Palaghiaccio Caldaro (230 spett.) |
| \| \| \| \| \| 1 \| Shootout – \| 0 \|                |            |                                         |          |                                   |
|                                                       |            |                                         |          |                                   |
| 1                                                     | Shootout – | 0                                       |          |                                   |

| Alleghe 3 marzo 2022, ore 20.30 | Alleghe | 4 – 2 (1:0; 0:2; 3:0) referto | Pergine | Stadio Alvise De Toni (246 spett.) |

#### Gara 4
| Milano 5 marzo 2022, ore 20.30 | Varese | 2 – 6 (1:1; 1:1; 0:4) referto | Unterland Cavaliers | PalaAgorà (312 spett.) |

| Como 5 marzo 2022, ore 20.30 | Como | 3 – 6 (0:2; 3:3; 0:1) referto | Valdifiemme | Palaghiaccio Casate (178 spett.) |

| Dobbiaco 1 marzo 2022, ore 20.00       | Dobbiaco   | 0 – 1 (0:0; 0:0; 0:0; 0:0; 0:1) referto | Caldaro | Stadio del ghiaccio Zona Sportiva Gries (375 spett.) |
| \| \| \| \| \| 2 \| Shootout – \| 3 \| |            |                                         |         |                                                      |
|                                        |            |                                         |         |                                                      |
| 2                                      | Shootout – | 3                                       |         |                                                      |

| Pergine Valsugana 5 marzo 2022, ore 18.45 | Pergine | 4 – 3 (1:2; 2:0; 1:1) referto | Alleghe | Stadio del ghiaccio di Pergine (350 spett.) |

#### Gara 5
| Egna 8 marzo 2022, ore 20.30 | Unterland Cavaliers | 5 – 3 (0:2; 3:0; 2:1) referto | Varese | WürthArena (317 spett.) |

| Cavalese 8 marzo 2022, ore 20.30 | Valdifiemme | 7 – 1 (3:0; 1:1; 3:0) referto | Como | Palazzetto del Ghiaccio di Cavalese (473 spett.) |

| Caldaro sulla Strada del Vino 8 marzo 2022, ore 20.30 | Caldaro | 0 – 3 (0:1; 0:2; 0:0) referto | Dobbiaco | Palaghiaccio Caldaro (270 spett.) |

| Alleghe 8 marzo 2022, ore 20.30 | Alleghe | 2 – 1 (0:0; 1:1; 0:1) referto | Pergine | Stadio Alvise De Toni (305 spett.) |

#### Gara 6
| Dobbiaco 10 marzo 2022, ore 20.00 | Dobbiaco | 4 – 1 (0:1; 3:0; 1:0) referto | Caldaro | Stadio del ghiaccio Zona Sportiva Gries (327 spett.) |

#### Gara 7
| Caldaro sulla Strada del Vino 12 marzo 2022, ore 19.30 | Caldaro | 1 – 4 (0:1; 1:2; 0:1) referto | Dobbiaco | Palaghiaccio Caldaro (370 spett.) |

### Semifinali

#### Gara 1
| Egna 15 marzo 2022, ore 20.30 | Unterland Cavaliers | 0 – 2 (0:0; 0:1; 0:1) referto | Pergine | WürthArena (360 spett.) |

| Cavalese 15 marzo 2022, ore 20.30 | Valdifiemme | 3 – 2 (0:1; 2:0; 1:1) referto | Dobbiaco | Palazzetto del Ghiaccio di Cavalese (411 spett.) |

#### Gara 2
| Pergine Valsugana 17 marzo 2022, ore 20.30 | Pergine | 2 – 4 (1:1; 1:2; 0:1) referto | Unterland Cavaliers | Stadio del ghiaccio di Pergine (375 spett.) |

| Dobbiaco 17 marzo 2022, ore 20.00 | Dobbiaco | 1 – 2 (1:1; 0:0; 0:1) referto | Valdifiemme | Stadio del ghiaccio Zona Sportiva Gries (375 spett.) |

#### Gara 3
| Egna 19 marzo 2022, ore 19.00 | Unterland Cavaliers | 4 – 1 (1:0; 1:1; 2:0) referto | Pergine | WürthArena (450 spett.) |

| Cavalese 19 marzo 2022, ore 19.30 | Valdifiemme | 5 – 2 (2:0; 1:2; 2:0) referto | Dobbiaco | Palazzetto del Ghiaccio di Cavalese (687 spett.) |

#### Gara 4
| Pergine Valsugana 22 marzo 2022, ore 20.30 | Pergine | 1 – 6 (0:1; 1:2; 0:3) referto | Unterland Cavaliers | Stadio del ghiaccio di Pergine (345 spett.) |

| Dobbiaco 22 marzo 2022, ore 20.00 | Dobbiaco | 1 – 6 (1:0; 0:2; 0:4) referto | Valdifiemme | Stadio del ghiaccio Zona Sportiva Gries (? spett.) |

#### Gara 5
| Egna 24 marzo 2022, ore 20.30 | Unterland Cavaliers | 10 – 0 (6:0; 2:0; 2:0) referto | Pergine | WürthArena (520 spett.) |

### Finale

#### Gara 1
| Egna 2 aprile 2022, ore 19.30 | Unterland Cavaliers | 1 – 2 (d.t.s.) (0:0; 1:0; 0:1; 0:1) referto | Valdifiemme | WürthArena (1000 spett.) |

#### Gara 2
| Cavalese 5 aprile 2022, ore 20.30 | Valdifiemme | 2 – 4 (1:2; 0:1; 1:1) referto | Unterland Cavaliers | Palazzetto del Ghiaccio di Cavalese (1257 spett.) |

#### Gara 3
| Egna 7 aprile 2022, ore 20.30 | Unterland Cavaliers | 5 – 1 (3:0; 1:1; 1:0) referto | Valdifiemme | WürthArena (930 spett.) |

#### Gara 4
| Cavalese 9 aprile 2022, ore 19.30 | Valdifiemme | 4 – 3 (2:1; 1:2; 1:0) referto | Unterland Cavaliers | Palazzetto del Ghiaccio di Cavalese (1157 spett.) |

#### Gara 5
| Egna 12 aprile 2022, ore 20.30 | Unterland Cavaliers | 5 – 1 (0:1; 1:0; 4:0) referto | Valdifiemme | WürthArena (1120 spett.) |

#### Gara 6
| Cavalese 9 aprile 2022, ore 19.30 | Valdifiemme | 3 – 6 (2:2; 1:2; 0:2) referto | Unterland Cavaliers | Palazzetto del Ghiaccio di Cavalese (1385 spett.) |

L'Hockey Unterland Cavaliers si aggiudica per la prima volta l'Italian Hockey League. Avendo vinto anche la Coppa Italia, la squadra della Bassa Atesina si è aggiudicata dunque il double.

## Classifica finale
| Pos. | Squadra             |
| ---- | ------------------- |
| 1    | Unterland Cavaliers |
| 2    | Valdifiemme         |
| 3    | Pergine             |
| 4    | Dobbiaco            |
| 5    | Kaltern-Caldaro     |
| 6    | Alleghe             |
| 7    | Como                |
| 8    | Varese              |
| 9    | Eppan-Appiano       |
| 10   | Bressanone-Brixen   |